# Ozero Zaoziorskoje
Ozero Zaoziorskoje (ryska: Озеро Заозёрское) är en sjö i Belarus.   Den ligger i voblasten Mahiljoŭs voblast, i den nordöstra delen av landet, 130 km öster om huvudstaden Minsk. Ozero Zaoziorskoje ligger 180 meter över havet. Arean är 0,52 kvadratkilometer. Den sträcker sig 0,8 kilometer i nord-sydlig riktning, och 0,9 kilometer i öst-västlig riktning.
I omgivningarna runt Ozero Zaoziorskoje växer i huvudsak blandskog. Runt Ozero Zaoziorskoje är det glesbefolkat, med 18 invånare per kvadratkilometer.